# Marie Hassenpflug
Marie Magdalene Elisabeth Hassenpflug (Altenhaßlau, 27 dicembre 1788 – Kassel, 21 novembre 1856) è stata una scrittrice tedesca le cui versioni di vari racconti popolari sono state una fonte importante per le raccolte di racconti dei fratelli Grimm.
È conosciuta soprattutto per le sue versioni di Cappuccetto Rosso (Rotkäppchen), della Bella addormentata (Dornröschen) e di Biancaneve (Schneewittchen).

## Biografia
Marie Magdalene Elisabeth Hassenpflug nacque il 27 dicembre 1788 nell'ortsteil di Altenhaßlau, nel territorio di Linsengericht, nel Langraviato d'Assia-Darmstadt, Stato Imperiale del Sacro Romano Impero. Suo padre Johannes Hassenpflug (1755–1834) era sposato dal 1788 con Marie Magdalena Dresen (1767–1840), che proveniva da una famiglia ugonotta che viveva a Hanau.
Le sue precarie condizioni di salute in età giovanile, hanno fatto ipotizzare allo studioso Heinz Rölleke, che proprio i frequenti periodi allettati a cui era costretta, l'avrebbero resa più ricettiva alle fiabe.
Il 14 ottobre 1789, la famiglia si trasferì in una casa chiamata Haus Lossow all'angolo del mercato di Lindenstraße a Neustadt, quando suo padre fu nominato scoltetto (Schultheiß) di Neustadt-Hanau. Crebbe in quella casa, dove la famiglia visse fino al 1799.  Aveva due sorelle, Jeanette e Amalie, e un fratello, Hans Ludwig Alexander.
Attraverso un'altra famiglia, gli Engelhard, divenne amica della famiglia Grimm. Suo fratello Ludwig sposò Lotte, sorella dei fratelli Grimm.
Il 15 aprile 1799, la famiglia Hassenpflug si trasferì a Kassel, dove suo padre si trasferì al posto di advocatus fisci (supervisore finanziario) del Landgrafschaft Hessen-Kassel.
Il 21 agosto 1814, Marie Hassenpflug sposò Friedrich von Dalwigk zu Schauenburg, di stanza ad Hanau come capitano del reggimento del principe elettore (Kurprinz). Vivevano nella tenuta di suo marito a Hoof (oggi parte di Schauenburg) e ad Hanau, dove il 24 gennaio 1817 nacque il loro figlio, Ludwig Alexander.
Dal 1819 al 1824 servì come dama di corte della duchessa (Herzogin) Marie Friederike von Anhalt-Bernburg, figlia del Langravio e in seguito Kurfürst Guglielmo I d'Assia-Kassel. Quando suo marito era il ciambellano della duchessa, vivevano nel Palazzo di Città di Hanau.
Morì a Kassel il 21 novembre 1856.

## Rilevanza letteraria
La Hassenpflug scrisse una serie di fiabe che i fratelli Grimm adattarono per le fiabe per i loro figli e la famiglia (Kinder- und Hausmärchen, KHM):  Brüderchen und Schwesterchen (Fratellino e Sorellina; KHM 11), Rotkäppchen (Cappuccetto Rosso; KHM 26), Das Mädchen ohne Hände (La fanciulla senza mani; KHM 31), Der Räuberbräutigam (Il fidanzato brigante; KHM 40), Daumerlings Wanderschaft (KHM 45), Dornröschen (La bella addormentata; KHM 50), Die Wassernixe (KHM 79), Der goldene Schlüssel (La chiave d'oro; KHM 200), Vogel Phönix (KHM 75a), Der Schmied und der Teufel (KHM 81a), Der Froschprinz (Il principe ranocchio; KHM 99a), un frammento del testo Prinzessin mit der Laus e forse Schneewittchen (Biancaneve; KHM 53).
L'identificazione della «Vecchia Marie» di Herman Grimm con la molto più giovane Marie Hassenpflug, che Heinz Rölleke propose in un saggio del 1991, spiega anche la corrispondenza talvolta letterale con fiabe simili di Charles Perrault: sua madre era un'ugonotta del Delfinato, e quindi la famiglia conosceva bene le favole francesi (Rölleke ha rilevato altrove che la famiglia parlava francese a tavola fino alla fine degli anni 1880), che Marie, così come le sue sorelle Jeannette e Amalia, raccontava ai Grimm.